# Nový Smrdov
Nový Smrdov (německy Neu Smerdow) je malá vesnice, část vesnice Smrdov a obce Vyklantice v okrese Pelhřimov. Nachází se asi 0,5 km na západ od Vyklantic. V roce 2009 zde bylo evidováno 13 adres. V roce 2001 zde trvale žilo 8 obyvatel.
Nový Smrdov leží v katastrálním území Vyklantice o výměře 6,81 km2.

## Galerie

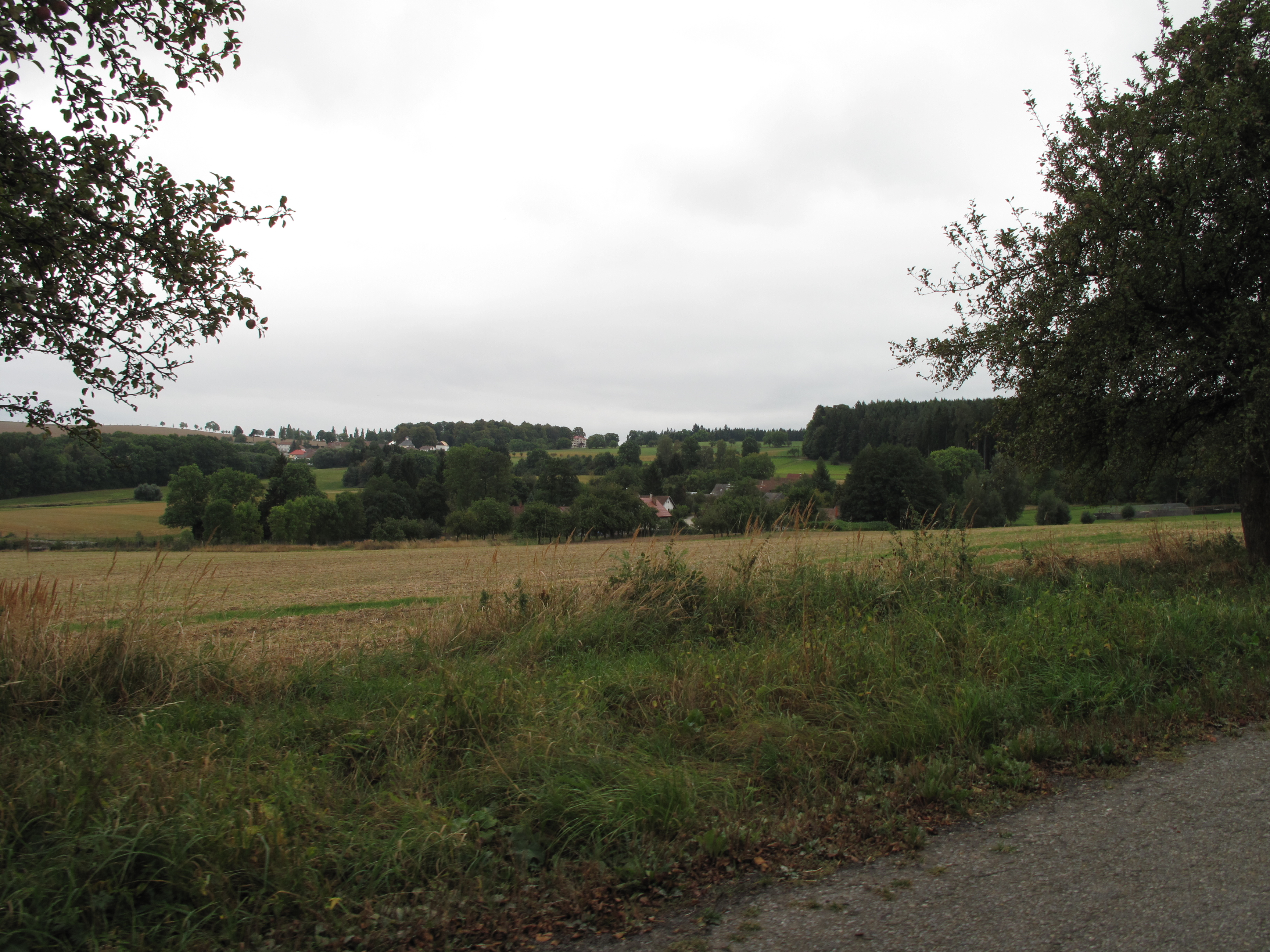
Pohled na ves
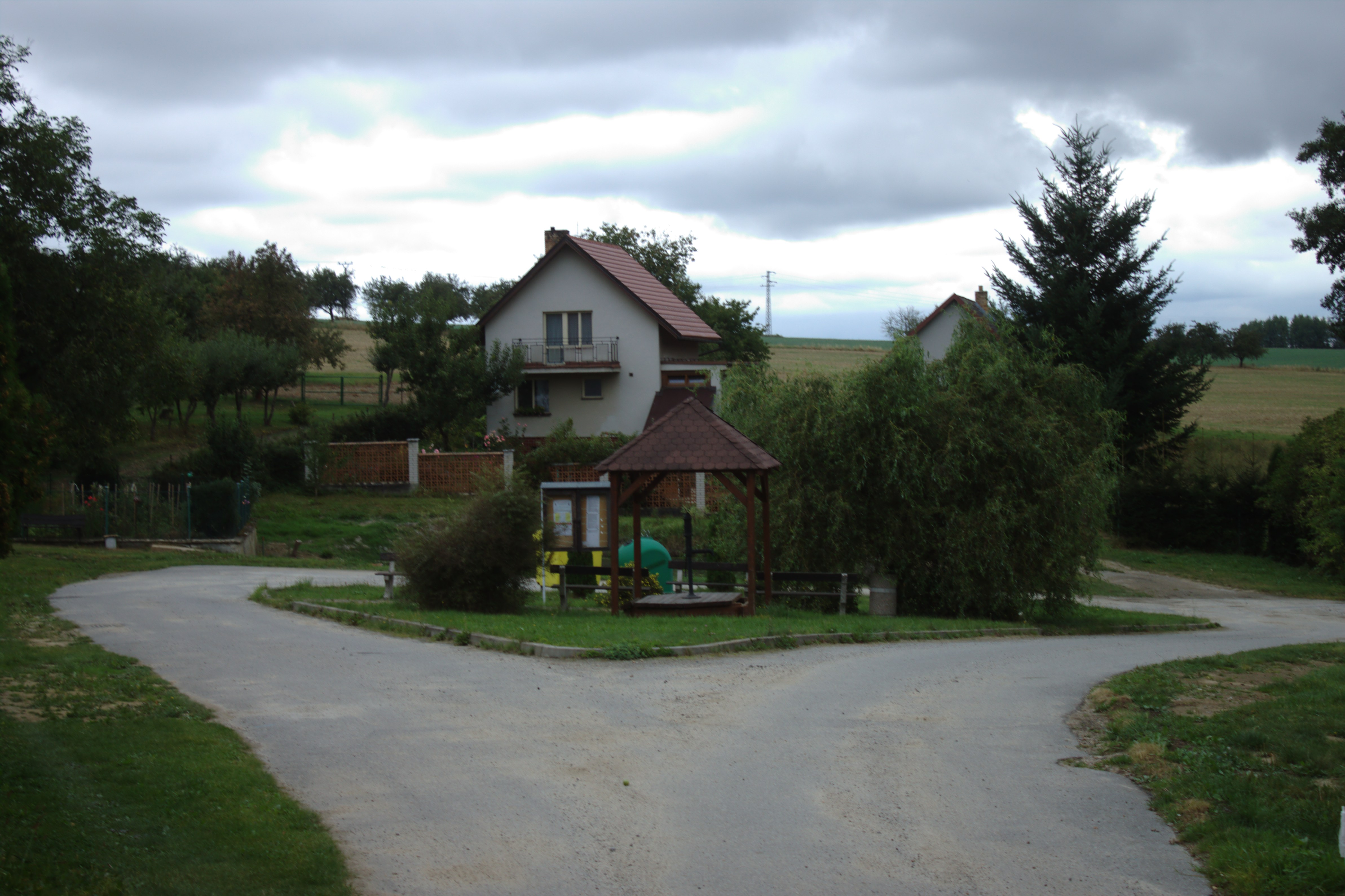
Otočka
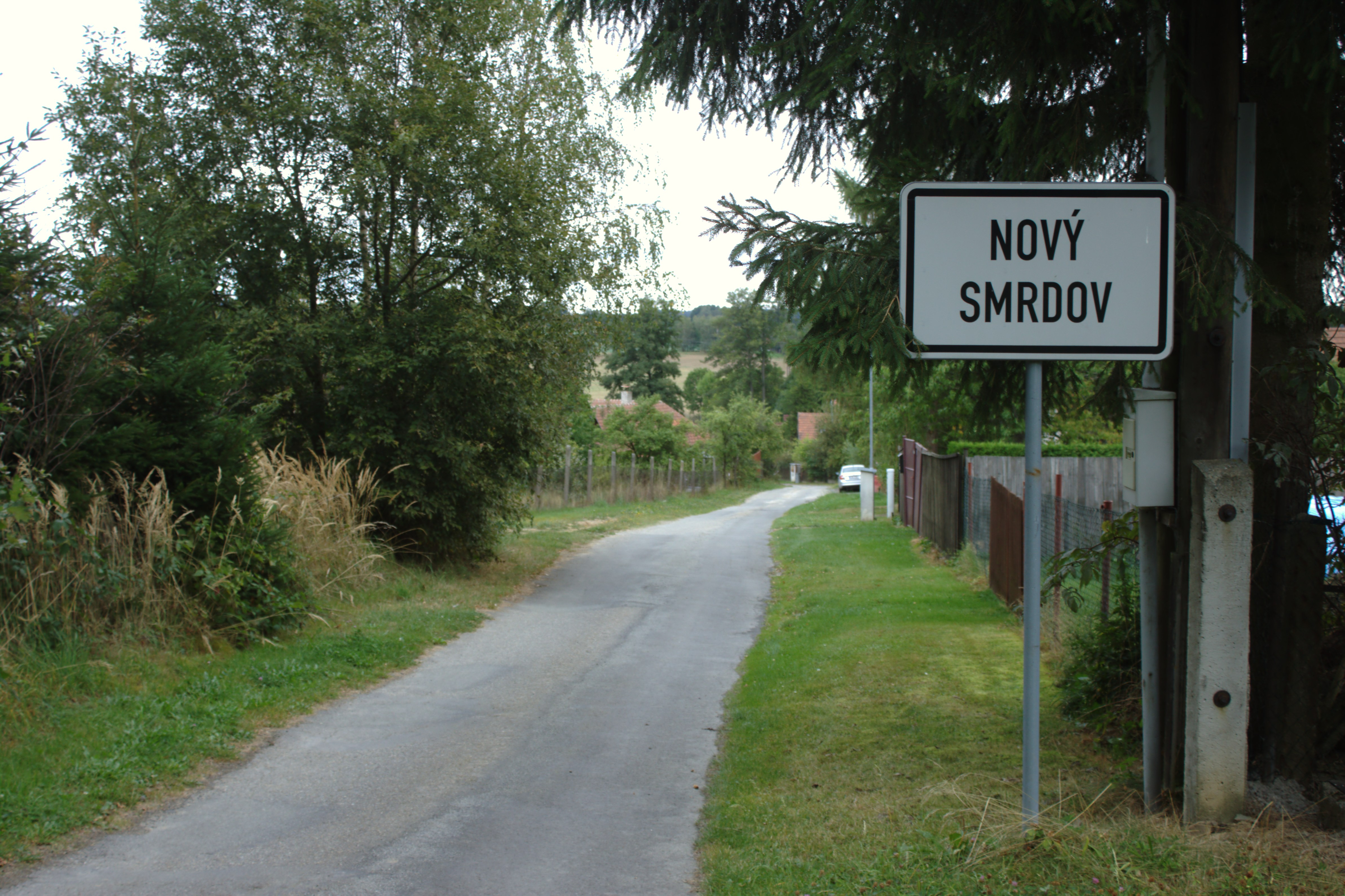
Silnice